# Euspilotus socius
Euspilotus socius är en skalbaggsart som först beskrevs av Thomas Casey 1893.  Euspilotus socius ingår i släktet Euspilotus och familjen stumpbaggar. Inga underarter finns listade i Catalogue of Life.